# Horbourg-Wihr
Horbourg-Wihr (Duits: Horburg-Weier) is een gemeente in het Franse departement Haut-Rhin in de regio Grand Est en telde op 1 januari 2022 6.247 inwoners..

## Geschiedenis
zie graafschap Horbourg
Horbourg-Wihr maakte deel uit van het arrondissement Colmar tot dit op op 1 januari 2015 fuseerde met het arrondissement Ribeauvillé tot het arrondissement Colmar-Ribeauvillé.
De gemeente maakte deel uit van het kanton Andolsheim tot dit op 22 maart 2015 werd opgeheven en Horbourg-Wihr werd opgenomen in het op die gevormde kanton Colmar-2.

## Foto's

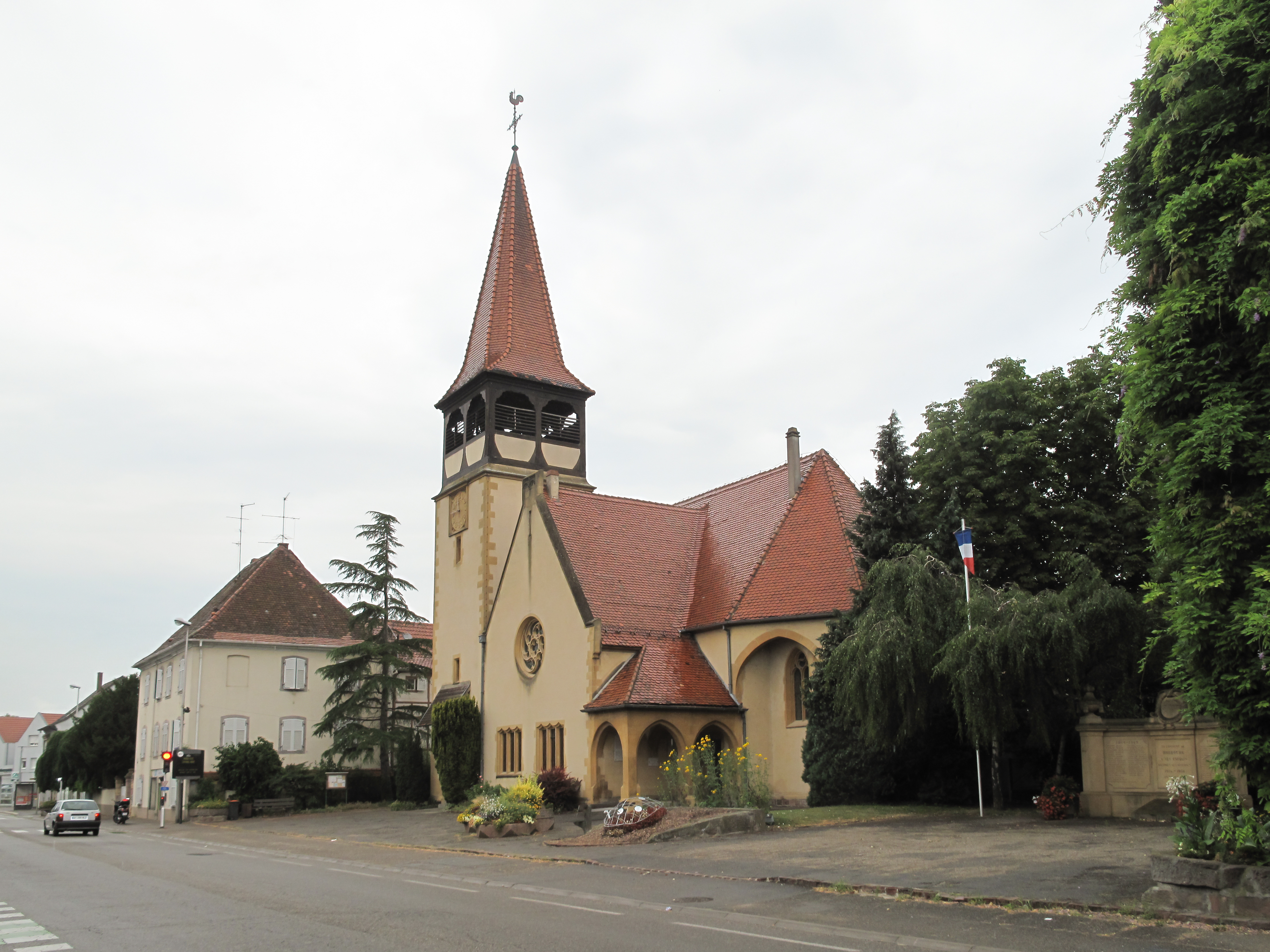
Horbourg, protestante kerk
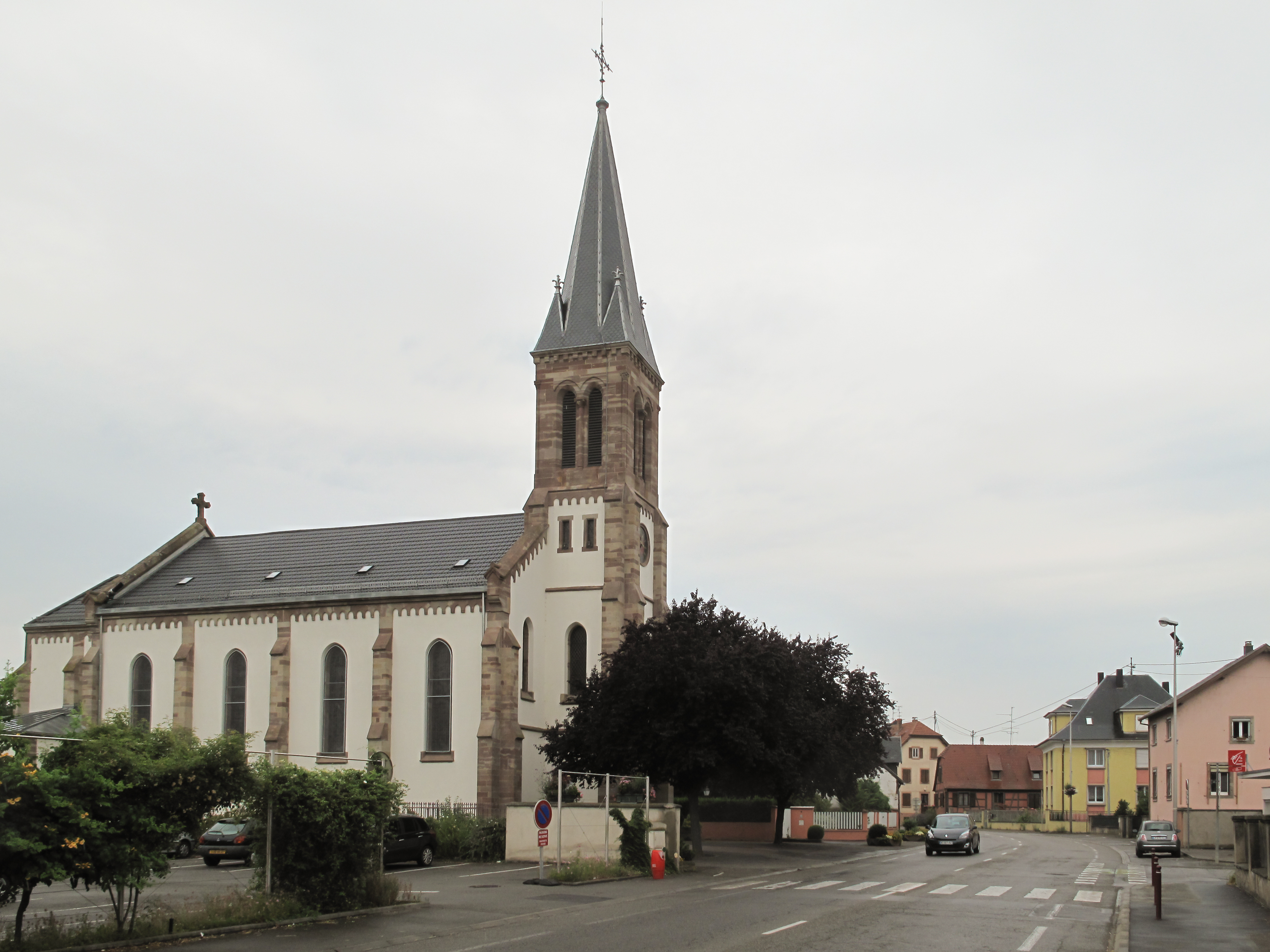
Horbourg, katholieke kerk

## Geografie
De oppervlakte van Horbourg-Wihr bedroeg op 1 januari 2022 9,42 vierkante kilometer; de bevolkingsdichtheid was toen 663,2 inwoners per km². De plaats ligt net ten oosten van Colmar. De verkeersweg A35 loopt tussen Horbourg-Wihr en Colmar door.

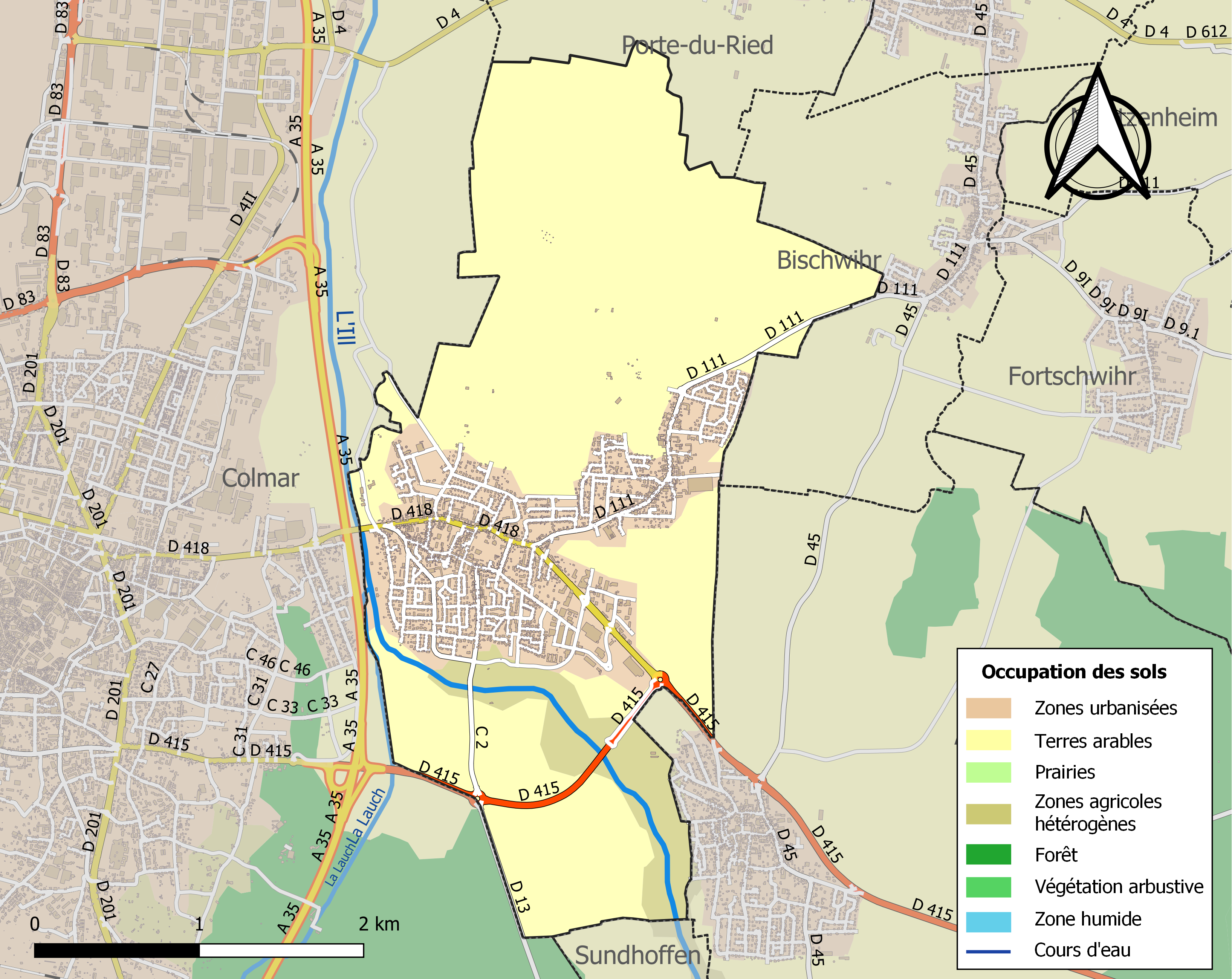
Kaart van de gemeente met de belangrijkste infrastructuur, bodemgebruik en omliggende gemeenten

## Demografie
Onderstaande figuur toont het verloop van het inwonertal (bron: INSEE-tellingen).